# Sant'Anna Arresi
Sant'Anna Arresi is een gemeente in de Italiaanse provincie Zuid-Sardinië (regio Sardinië) en telt 2629 inwoners (31-12-2004). De oppervlakte bedraagt 36,7 km², de bevolkingsdichtheid is 72 inwoners per km².
De volgende frazioni maken deel uit van de gemeente: Is Pillonis.

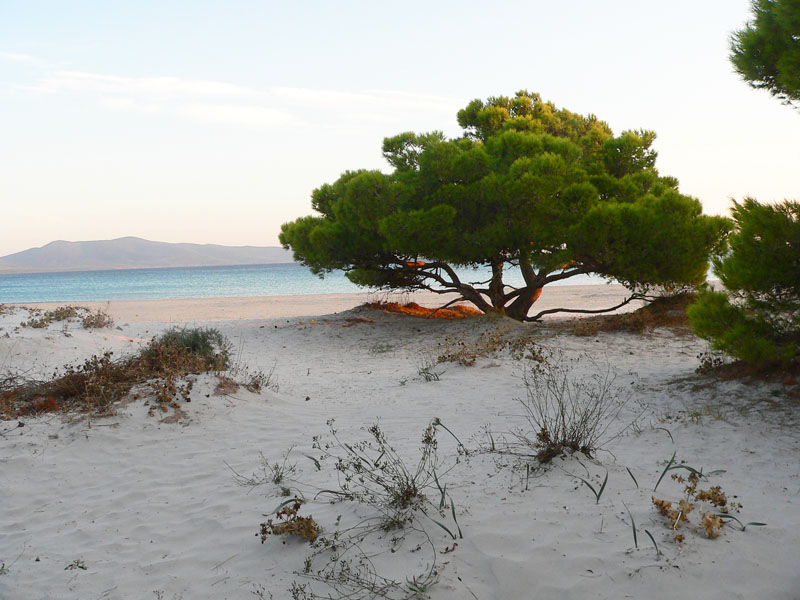
Porto Pino, Sant'Anna Arresi
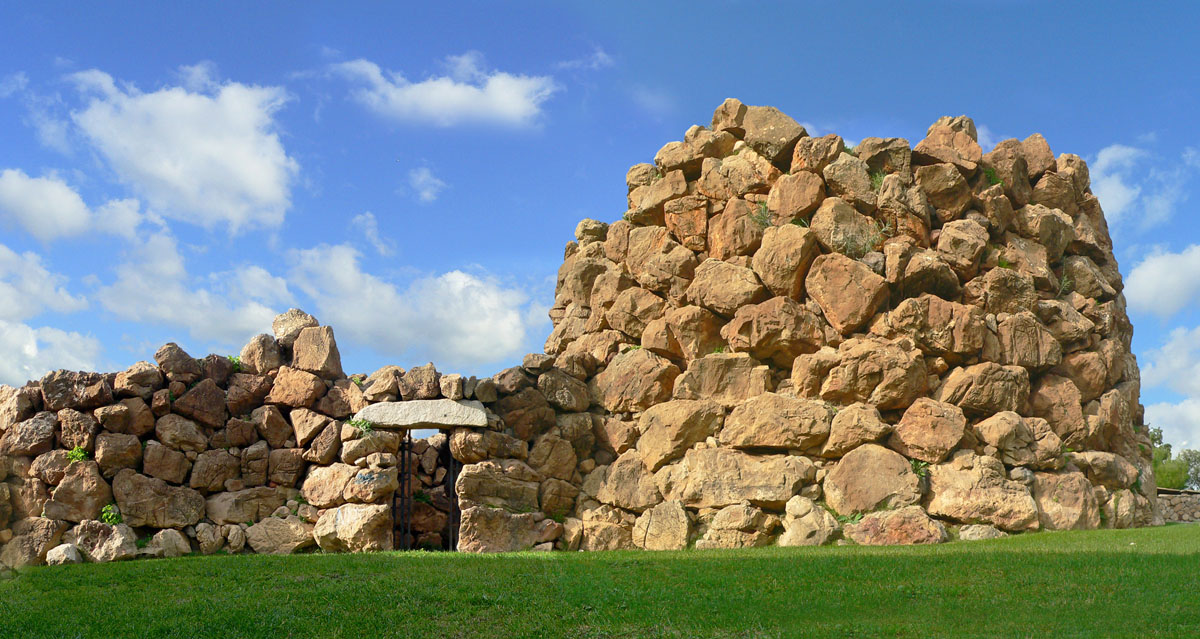
Ruïne bij Sant'Anna Arresi

## Demografie
Sant'Anna Arresi telt ongeveer 922 huishoudens. Het aantal inwoners steeg in de periode 1991-2001 met 2,7% volgens cijfers uit de tienjaarlijkse volkstellingen van ISTAT.
| Jaar | Inwoneraantal |
| ---- | ------------- |
| 1991 | 2516          |
| 2001 | 2583          |

## Geografie
De gemeente ligt op ongeveer 0–375 m boven zeeniveau.
Sant'Anna Arresi grenst aan de volgende gemeenten: Masainas, Teulada (CA).
Buggerru · Calasetta · Carbonia · Carloforte · Domusnovas · Fluminimaggiore · Giba · Gonnesa · Iglesias · Masainas · Musei · Narcao · Nuxis · Perdaxius · Piscinas · Portoscuso · San Giovanni Suergiu · Sant'Anna Arresi · Sant'Antioco · Santadi · Tratalias · Villamassargia · Villaperuccio
1. ↑  https://demo.istat.it/?l=it.